# Asociación Chilena de Seguridad
La Asociación Chilena de Seguridad (ACHS) es una corporación privada sin fines de lucro chilena, de carácter mutual, asociada a la Sociedad de Fomento Fabril (SOFOFA). Otorga cobertura total a los siniestros accidentes laborales y desarrolla programas de prevención de riesgos en Chile. Desde julio de 2017 su presidente es Paul Schiodtz Obilinovich.
Tiene a su cargo el Hospital del Trabajador de Santiago y una extensa red de hospitales, clínicas y centros de atención de accidentes del trabajo.

## Historia
El 13 de noviembre de 1957, el ingeniero Ladislao Lira Larraín presentó un proyecto ante el consejo de la Sociedad de Fomento Fabril (SOFOFA), con el fin de crear una corporación privada sin fines de lucro para la cobertura a los accidentes de trabajo y el desarrollo de programas de prevención. Un grupo de empresarios, donde destaca la figura de Eugenio Heiremans Despouy, fueron los promotores y fundadores del proyecto de Lira.
Un año después nace la Asociación Chilena de Seguridad, que obtiene su personalidad jurídica por decreto supremo N° 3.209 el 26 de junio de 1958.
La ACHS ha patrocinado una serie de obras de arte tanto en sus instituciones como en la estación Parque Bustamante; en este metro, que queda a pasos del Hospital del Trabajador, para conmemorar los 50 años de la Asociación, encargó en 2008 el mural de Mono González, Vida y trabajo: los ojos y las manos del esfuerzo; además, fue uno de los financiadores del conjunto escultórico El sitio de las cosas, de Pablo Rivera, inaugurado en 1997 en la mesanina de la estación.

## Administración

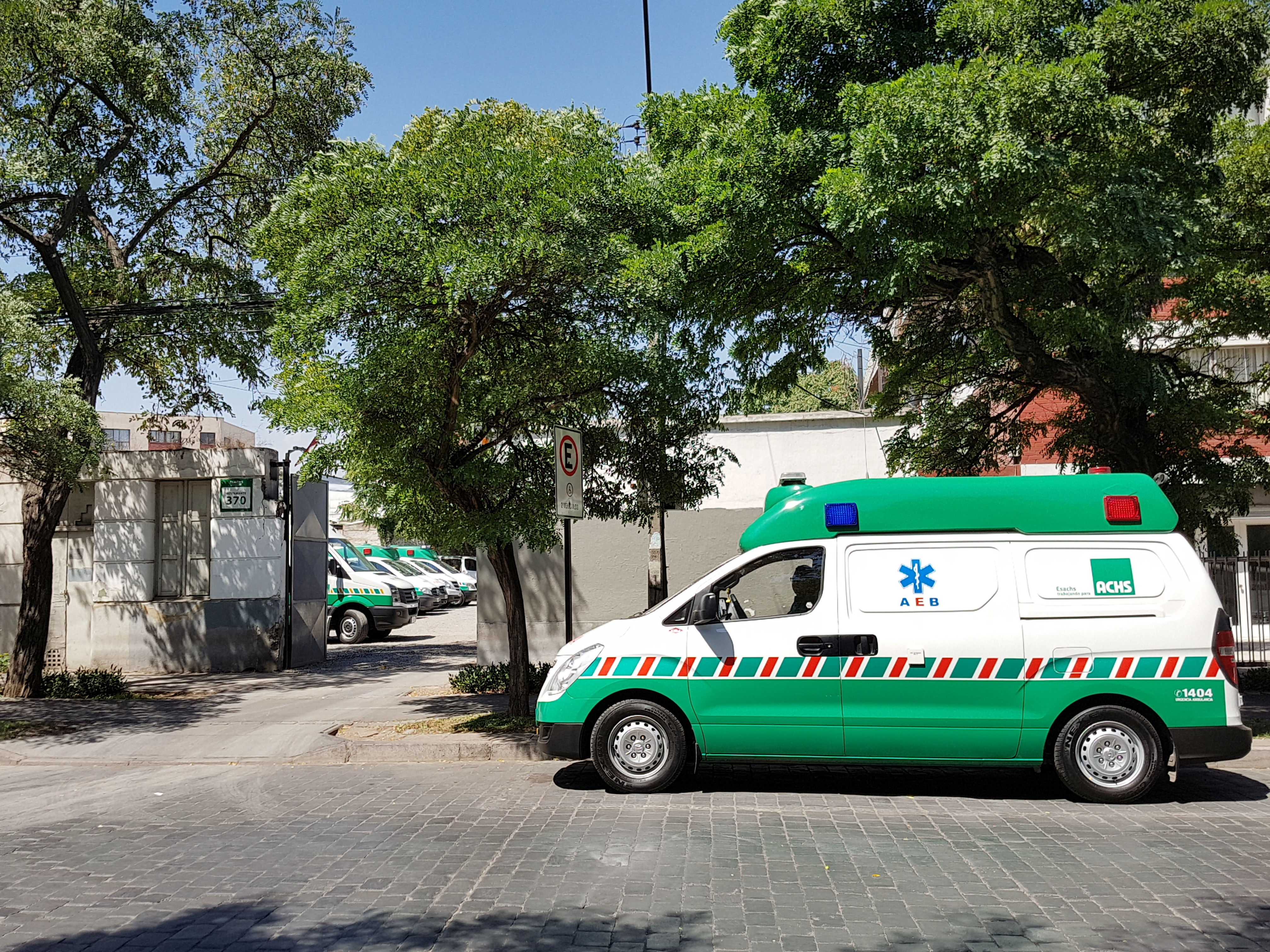
Empresa de Servicios para la ACHS, avenida Bustamante 370

La ACHS es una corporación privada sin fines de lucro, dirigida por un directorio paritario de ocho miembros, de los cuales cuatro son representantes de las empresas afiliadas y cuatro son representantes de los trabajadores afiliados.
Además, la estructura corporativa cuenta con una gerencia, a cargo del gerente general Cristóbal Prado Fernández.

### Directorio
- Paul Schiodtz Obilinovich (2017–2020), representante de las empresas; presidente.
- Paz Ovalle Puelma (2017–2020), representante de las empresas.
- Ricardo Mewes Schnaidt (2017–2020), representante de las empresas.
- Andrés Santa Cruz López (2017–2020), representante de las empresas.
- Víctor Riveros Infante (2017–2020), representante de los trabajadores.
- Freddy Fritz Chacón (2017–2020), representante de los trabajadores.
- Elizabeth Tapia Fuentes (2017–2020), representante de los trabajadores.
- Bianca Moris Lobos (2017–2020), representante de los trabajadores.